# Rifugio Coca
Il rifugio Mario Merelli al Coca (chiamato comunemente Rifugio Coca) è un rifugio alpino delle Alpi Orobie situato a 1.891 metri di quota, sulle pendici meridionali del pizzo Coca, in Val Seriana, in provincia di Bergamo.

## Descrizione

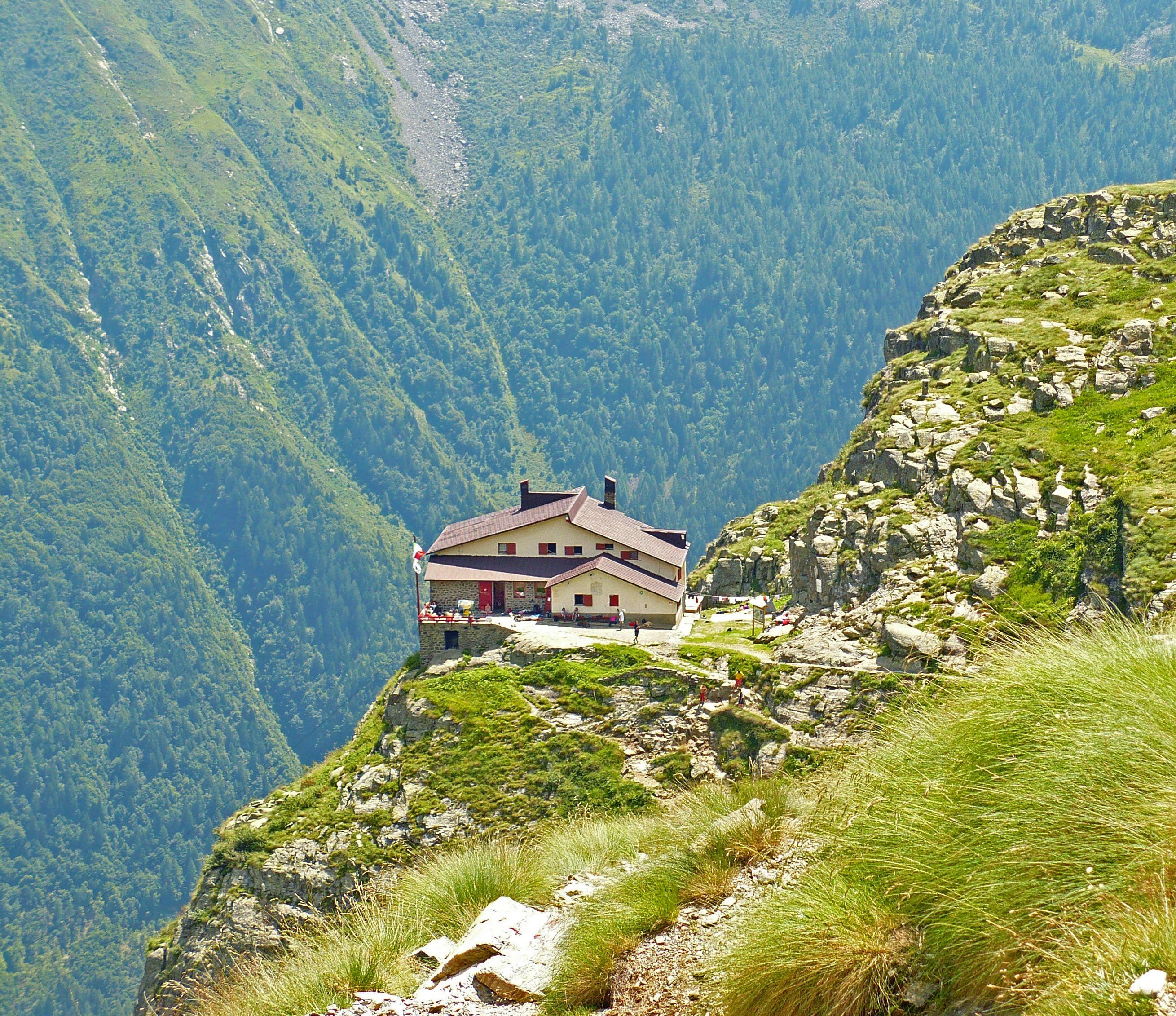
Il rifugio visto dal sentiero che porta al lago di Coca

Il rifugio Coca si trova in val di Coca, all'ingresso della Conca dei Giganti, vallone così chiamato per via delle tre vette che lo circondano (pizzo Coca 3.050 m, pizzo Redorta 3.038 m, punta Scais 3.038 m), le più alte delle Alpi Orobie, posto su uno sperone roccioso a picco sulla sottostante valle Seriana superiore, in un ambiente particolarmente severo e selvaggio.
L'edificio è oggi in grado di soddisfare appieno i bisogni degli escursionisti: dispone infatti di una spaziosa sala ristorante, di 70 posti letto divisi in 4 camerone e di servizi igienici con doccia.
Un'escursione molto frequentata dal rifugio è quella che porta al lago di Coca (2.108 m) in circa 30 minuti. Dal lago si può poi proseguire verso il pizzo Coca (3.050 m, circa 3 ore di salita) oppure per il passo Coca (2.645 m, 1,30 ore). Di fronte al rifugio è allestita una falesia di arrampicata con 7 vie, di difficoltà variabile tra il 5b e il 7b.

## Storia

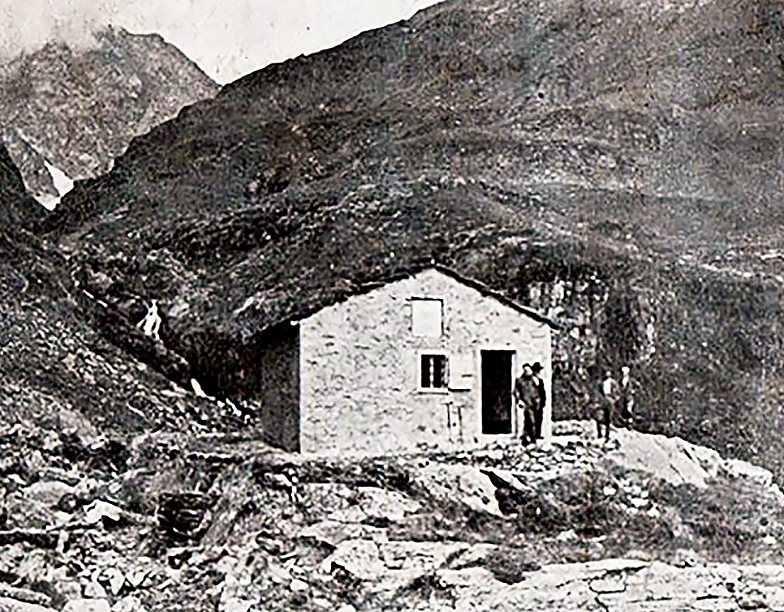
Foto d'epoca che ritrae il rifugio originario

Il rifugio venne originariamente costruito dal CAI di Bergamo nel 1919 su progetto dell'ingegnere Luigi Albani, per ricordare gli 11 soci caduti durante la prima guerra mondiale. La struttura consisteva in un solo locale, adibito sia a cucina che a dormitorio. Nel 1957, su progetto degli architetti Sandro Angelini con la moglie Marialuisa Berti, venne considerevolmente ampliato donandogli l'aspetto odierno, e dotato di alimentazione autonoma tramite una turbina idroelettrica.
Il 30 settembre 2012 il CAI di Bergamo ha intitolato il rifugio a Mario Merelli, noto alpinista di Lizzola deceduto durante un'ascensione alla Punta Scais il 18 gennaio 2012. Il nome è stato quindi ufficialmente cambiato da rifugio Coca a rifugio Mario Merelli al Coca.

## Accessi

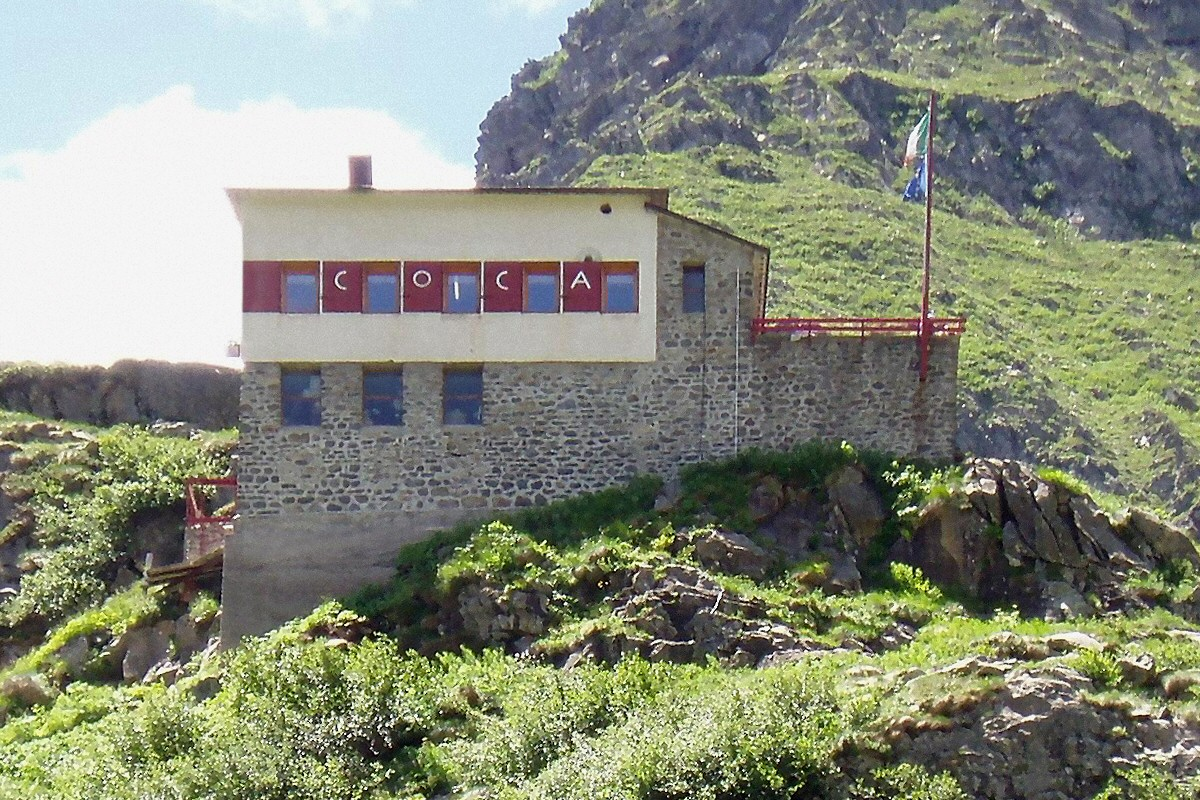
Il Rifugio Coca ripreso dall'ultimo tratto del sentiero che sale da Valbondione

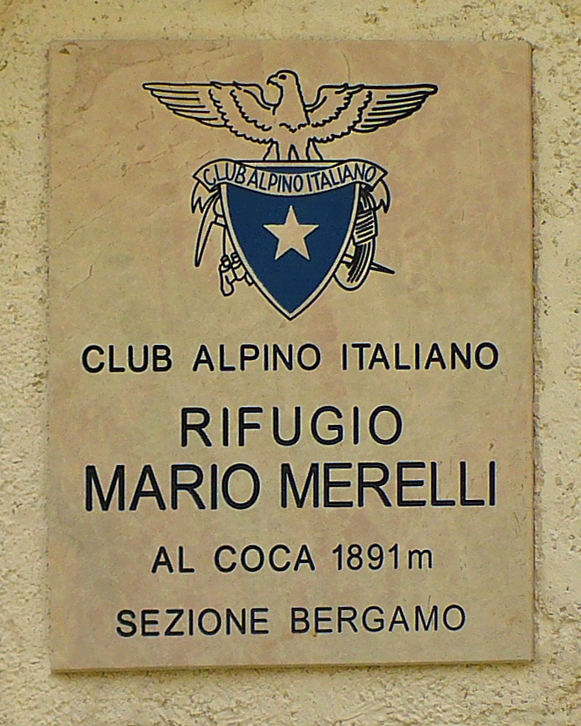
La targa posta all'ingresso del rifugio

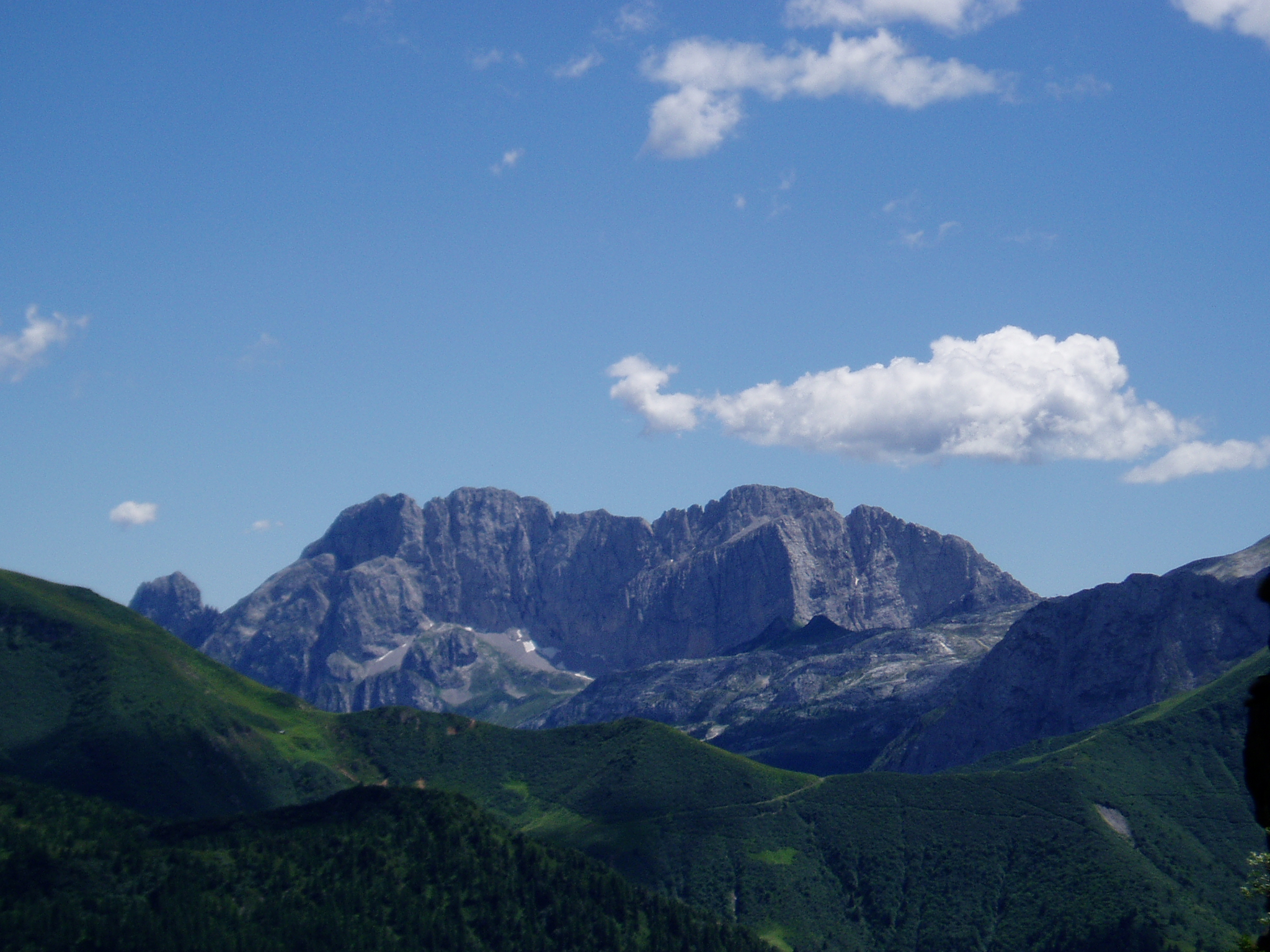
La Presolana vista dalla terrazza del rifugio

L'accesso principale al rifugio è il sentiero CAI 301 che, partendo dall'abitato di Valbondione, permette di raggiungere il rifugio dopo circa 3 ore di salita abbastanza regolare, che supera un dislivello di circa 1.000 metri.

## Traversate
Il rifugio è un punto di appoggio del sentiero delle Orobie Orientali. È infatti la meta della 5ª tappa, che dal rifugio Brunone vi giunge in circa 5,30 ore seguendo il segnavia 302, che aggira in quota il versante sud del pizzo Redorta, oppure in 6 ore con il segnavia 330, che è tracciato più in basso. Dal Coca si prosegue poi con la 6ª tappa alla volta del rifugio Antonio Curò, tramite il sentiero 303, in circa 3,30 ore.

## Ascensioni
- Pizzo Coca 3.050 m
- Punta Scais 3.038 m
- Cima d'Arigna 2.925 m
- Dente di Coca 2.924 m
- Pizzo Porola 2.981 m